# Seubrigshausen
Seubrigshausen ist ein Gemeindeteil der Stadt Münnerstadt im unterfränkischen Landkreis Bad Kissingen in Bayern.

## Geographische Lage
Das Pfarrdorf Seubrigshausen liegt östlich des Kernortes Münnerstadt. Die durch den Ort verlaufende Kreisstraße KG 11 führt nordwärts nach Großwenkheim und geht südwärts in die SW 56 über. Nach Nordwesten zu ist der Ort mit Wermerichshausen verbunden.

## Geschichte
Erstmals erwähnt wird der Ort im Jahre 1126. Der Ortsname wird mit Bei den Häusern der Sigiburg erklärt. Das Dorf hat es sicherlich schon früher gegeben, denn die Ortsnamenendung „...hausen“ deutet auf eine Gründung im 8. oder 9. Jahrhundert hin. Der Ort wird bis 1803 vom Fürstbischof aus Würzburg regiert. Bereits um 1500 soll es eine kleine Kirche gegeben haben. Sie wird 1713 erweitert. 1830 wird jedoch ein neues, größeres Gotteshaus erbaut, die Peterskirche. 61 Jahre nach der Errichtung wird sie erweitert. Die Pfarrkirche in Seubrigshausen wurde 1870 auf die heutige Größe erweitert. Am 1. Januar 1972 wurde Seubrigshausen nach Münnerstadt eingemeindet.

## Sonstiges
- Im Dorf gibt es ein Dorfgemeinschaftshaus.
- Seit 1970 findet im regelmäßigen Rhythmus die Faschingssitzung "Serwichhäuser Fosenocht" statt.[3]